# Lista över offentlig konst i Oxelösunds kommun
Lista över offentlig konst i Oxelösunds kommun är en ofullständig förteckning över offentlig konst i Oxelösunds kommun.
| Titel                               | Konstnär(er)                                 | Årtal | Beskrivning                                              | Typ - material              | Stadsdel/ort | Plats Koordinater                                                                | Bild                     |
| ----------------------------------- | -------------------------------------------- | ----- | -------------------------------------------------------- | --------------------------- | ------------ | -------------------------------------------------------------------------------- | ------------------------ |
| Kraftsamlare                        | Lolo Funck Andersson                         | 2023  |                                                          | Bohusgranit                 |              | Utanför kommunhuset koordinater saknas                                           |                          |
| Folkets Hus                         | [[]]                                         | 1956  |                                                          | Relief - Betong             |              | Fasaden på folkets hus koordinater saknas                                        |                          |
| Barn i världen                      | Jessica Fleetwood                            | 1987  |                                                          | Contenplåt                  |              | Briggenhusets fasad koordinater saknas                                           |                          |
| Cypressen                           | Michel Djanaeff                              | 1991  |                                                          | Emaljerad plåt              |              | Fasaden till kustbostäders kontor koordinater saknas                             |                          |
| Oxelöskolan                         | Katarina Wiklund                             |       |                                                          | Betong, tyg och trä         |              | Oxelöskolan koordinater saknas                                                   |                          |
| Plus + Natur                        | Annika Oskarsson                             |       |                                                          | Cortenstål, tegel och trä   |              | Peterslundssklolan koordinater saknas                                            |                          |
| Lekskulpturerna                     | Axel Nordell                                 | 1974  |                                                          | Glasfiberarmerad plast      |              | Alternerar mellan olika platser och förskolegårdar i kommunen koordinater saknas |                          |
| Nytänkande tunnelseende i Oxelösund | Linda Engström                               | 2021  | Målningar direkt på tunnelväggar                         |                             |              | Lärarvägen/Björntorpsvägen koordinater saknas                                    |                          |
| Stålstod                            | KG Bejemark                                  | 1967  |                                                          | Stålskulptur                |              | Utanför SSAB portar på Föreningsgatan koordinater saknas                         |                          |
| Vitsippan                           | Niklas Mulari                                | 2013  |                                                          | Lackerat järn               |              | Vitsippans serviceboende koordinater saknas                                      |                          |
| Sillen går till                     | Sven Frick                                   | 1978  | Relief                                                   | Rostfritt stål              |              | Peterslundsskolan koordinater saknas                                             |                          |
| Barnens lekfulla värld              | Isabel Ahderinne                             |       |                                                          |                             |              | Björntorpsvägen/Mastvägen koordinater saknas                                     |                          |
| Ögonblicksbilder                    | Isabel Ahderinne                             | 2024  |                                                          |                             |              | Sundavägen koordinater saknas                                                    |                          |
| Livets träd och Triptyk             | Charlotte Adde                               |       |                                                          | Väggskulpturer - Cortenstål |              | Björntorps äldreboende koordinater saknas                                        |                          |
| Utsikt mot havet                    | Mia Jarnsjö                                  |       |                                                          |                             |              | Utanför biblioteket koordinater saknas                                           |                          |
| Kunskapens Träd                     | Rolf Gabriel Kjellberg                       | 1961  |                                                          |                             |              | Brevikskolan koordinater saknas                                                  |                          |
| Entréutsmyckning                    | Rune Edström                                 |       | Stål med sammansvetsade delar och bemålade utsmyckningar |                             |              | Oxelösunds IK koordinater saknas                                                 |                          |
| Snäckan                             | Rolf Gabriel Kjellberg                       |       |                                                          |                             |              | Utanför biblioteket, mot Gamla Oxelösundsvägen koordinater saknas                |                          |
| Ståltheten                          | Jessica Fleetwood                            |       |                                                          | stålskulptur                |              | SSAB Stålhamn koordinater saknas                                                 | Ståltheten               |
| Vågen                               | Leo Janis Brieditis                          |       |                                                          | stålfontän                  |              | Järntorget koordinater saknas                                                    |                          |
| Muntergökarna                       | David Wretling                               | 1958  |                                                          | bronsskulptur               |              | I hörnet av Järnvägsparken vid Torggatan 58.67006, 17.10257                      | Muntergökarna            |
| Mot Havet                           | Carl G Torstensson                           |       |                                                          |                             |              | I Björntorpsrondellen där Björntorpsvägen möter Sundavägen koordinater saknas    |                          |
| Siffror                             | Lena Lervik                                  |       |                                                          |                             |              | Jogersö havsbad koordinater saknas                                               |                          |
| Relief-fris i betong                | Rolf Gabriel Kjellberg                       |       |                                                          |                             |              | Fasaden på det gamla Folkets hus vid Järnvägsparken koordinater saknas           |                          |
| Kebnekajse – Esjakenbek             | Shunyu Mitamura                              |       |                                                          |                             |              | Ramdalsskolans gård koordinater saknas                                           |                          |
| Hönan och ägget                     | Ulf Johansson och Kerstin Merlin Eriksdotter | 2019  |                                                          |                             |              | Utanför Kustbostäders fastighet på Norra Malmgatan 3 koordinater saknas          |                          |
| Altartavla                          | Nils Nilsson                                 |       | Altartavla                                               |                             |              | Frösängskapellet koordinater saknas                                              |                          |
| Stjärnholms skulpturpark            | Okänd                                        |       | Skulpturpark                                             |                             |              | Stjärnholm koordinater saknas                                                    | Stjärnholms skulpturpark |